# 地球2100
《地球2100》（英語：Earth 2100）是由美国广播公司網在2009年6月2日所推出的電視節目，在2010年1月經由美國電視的歷史頻道播放，而且將會在2010年整年繼續播放。由ABC新聞人員鮑勃·伍德瑞夫所主持，在兩個小時的特別報導中會探討地球最糟糕的未來，看起來假如人類目前不立即採取行動來保護地球否則逼近的嚴峻問題將可能威脅人類文明的存在。在節目中所提出的問題包括有全球变暖、人口過多，及能源的誤用。
節目內容隨著虛擬的故事敘述者露西(Lucy)的講述來進行，"露西" (經由使用動態漫畫或有限动画來敘述)，她會敘述節目所述的事件如何來影響她的生活。經由科學家、歷史學家、社會人類學家，及經濟學家，包括賈德·戴蒙、湯瑪斯·荷馬-迪克森、彼得·葛列克、詹姆斯·荷華德·昆史特勒、海地·庫倫，及約瑟夫·坦特等人的敘述，本節目由此對於所謂的反乌托邦性地球在2015年、2030年、2050年、2085年，及2100年有一些預測性的看法。
根據執行製作人麥克·布里克(Michael Bicks)的說法，"本節目的劇情進展顯露出對人類文明的最壞情況事件之預測。再一次聲明，我們不是說這些事件將會發生；反過來說，假如我們不嚴肅的致力於對「氣候改變」、「能源消竭」，以及「人口膨脹」等問題提出對策，那對人類文明最壞情況之預測則可能會發生"。

## 故事情节
露西(Lucy)於2009年6月2日在邁阿密出生。她的父母在2015年因為汽油短缺問題而從邁阿密市郊搬到邁阿密市裡的一所公寓。同一年，一個就氣候變遷變化問題而展開的談判因為印度不願意把環保科技轉移至中國而導致談判破裂。
露西搬到邁阿密市內後幾個月，邁阿密遭受到一個強烈的颶風吹襲。這颶風導致幾千人死亡，而邁阿密亦遭到嚴重破壞。之後，露西和她的父母搬到加州的聖地牙哥居住。
露西長大後她成為一位急救醫療人員(EMT)。到了2030年，內華達州拉斯维加斯已經變為乾涸無水地區，而露西在一次抗議加州淡化海水價錢過高的示威中邂逅她的未來丈夫：工程師喬許(Josh)。
在2050年，露西、喬許和他們的19歲女兒莫莉(Molly)開車搬到紐約州紐約市。途中，他們看到很多絕望而且乞求乘搭前往北部的順風車的德州人。露西們並沒有容許任何那些人乘搭順風車。途中曾經一個德州人拿著一把槍並且瞄準莫莉，但其他護送車隊的人們則拿著他們的自動槍械瞄向那個德州人，而那個德州人亦只好後退。車隊中其他的人最後抵達加拿大，而露西們亦到達了紐約市。
在此露西們抵達紐約市時，該市已經成為一個可再生能源，使用潔淨能源的公共交通和社區農圃的典範，而喬許亦開始為該市的防洪閘建築工程服務。但到了那時，因為二氧化碳所導致的氣候暖化導致困於北冰洋裏的甲烷被釋放，並且引起了更快並且是非線性的氣候暖化。
此時，世界各國政府決定展開名為「宇宙盾」(Cosmic Shield)的計畫。計畫中，飛機隊會在大氣層中釋放二氧化硫，作為令到地球得以變得清涼的終極計畫。計畫雖然成功，但最後因為發現二氧化硫會破壞臭氧層而叫停並且取消。其後，露西在工作時察覺到一種奇怪的新病，並且參與檢疫工作。檢疫工作最後亦得到成功。莫莉其後搬到紐約上州的一個農業社區。
2075年，喬許在一次風暴中喬許因為職責所需，搭船出海為搶修一個未能關閉的防洪閘閘門。喬許亦因此而喪生。紐約市亦因為這場風暴而出現水浸。莫莉其後叫露西搬到上州並且跟她、她的丈夫和他的兒子居住，但遭到露西的拒絕。紐約市在水浸時遭受到破壞。這些破壞，加上飢餓，導致當年露西察覺到的奇怪病再次在社區擴散。該病亦被名為「裏海熱」(Caspian Fever)。
裏海熱最後成為瘟疫，並且導致很多人死亡。地球人口亦因為裏海熱大流行而下降。國際貿易亦因為裏海熱大流行而停頓，而城市的基本服務亦開始崩潰。最後，電力停止供應，而現代科技亦因此而停止運作。暴亂亦隨之而來。此時，露西與其他美國人開始覺識：聯邦政府並沒有就暴亂作出反應。國民警衛隊和美軍軍人亦沒有出面維持和恢復社會秩序。民主及文明已經在美國國家層面上滅亡。
在2080年代，露西與一些朋友和一隻狗離開紐約市。露西最後找到莫莉和莫莉的兒子。此時，莫莉與露西一樣，都已經成為寡婦。起初，莫莉與露西居住的社區沒有通信設備可以和世界其他的人們來溝通，但後來，有些人設置了一部雙向無線電台，而人們亦發現以前的城市依然發達，但已經在其周邊築起圍牆，而圍牆以外則住滿了貧窮人士。
到了2100年，露西成為世上最老的人瑞。她正在想要傳延給她的孫子什麼的人類智慧，因為她的孫子已經不能像她一樣，得到她在年輕時認為是理所當然的教育。

## 動態漫畫
露西的故事是以漫畫雜誌創作者的才能再以有限動畫的技術來創作，漫畫書的創作者有喬夫·紐菲爾德、莎莉·威爾森、喬·因爾納力、喬治·歐康納爾、提姆·哈密爾頓，以及雷蘭·普維斯。他們的故事經由視覺效果公司"圭力拉FX"(Guerilla FX)及先進的動畫師"約翰·拜爾"(John Bair)使之變為"生動化"。

## 事件发展
依據ABC早期的新聞發布，地球2100其意為一"空前的電視和網路的事件"。本計劃的初始階段為線上的"众包"計劃，而觀看者被鼓勵提出他們家庭自製的地區性影帶，諸如在2015年、2050年，以及2100年於非洲、澳洲、美國、歐洲、印度、南美洲，及中國等地的想像生活。在2008年的夏季和秋季期間，觀看者開始在地球2100的網站貼出他們的看法，接著這些影帶也草率地做成一以網路敘述性的影片、片中敘述出人口成長、資源竭盡，以及氣候改變的世界性後果。
多重的延遲改變計劃的範圍。最初，地球2100設定在2008年播放。接著，部分是基於個人的理由主要落在在製作人麥克·比克斯(Michael Bicks)這方面，節目被重新排程在2009年春天。最後成了革新性的製作主要是用了"動態漫畫"的要素及"露西"故事性的敘述法，不過使用很少的觀看者自製的連續鏡頭。
地球2100的網站，然而，確實選擇了一些觀看者創作的特色影片表現出了2015年、2050年，及2100年的危機觀點。

## 收視效果
根據尼爾森收視調查的收視調查，地球2100影片首映獲得近3.7百萬的觀眾收看。
對於本節目的播放大多數是局限在線上的評論版上，且很快的有關於地球2100的預測評論四處散佈，而且這個影片的內容是相當引人注目的。許多的評論者被這節目世界末日的口氣腦怒到，指控ABC為嚇人王(fear-mongering)。湯瑪斯·富勒，為Examiner.com所寫的文章，指控ABC所描述的情境事實上是"科幻小說"的情節，且聲稱： 
. . . 當人們理解到(就如現在他們所了解的)地球溫度並不是每年往上升，他麼不會去想審慎科學家的說法。他們會去想到地球2100及其他有關於大災難嚇人的故事，接著咱們理解到他們在說謊。然後他們將完全地不理會科學，甚至不可能去做咱們可以做及將做的一些合理的事情。
ABC確定，然而，為了在地球2100網站公告出註記的節目全文，對於節目不同的預測、提綱、及論述，列出了科學參考文獻來源。
相反地，許多評論家發現到露西動態漫畫的故事情節是一種非常有效的描述不同預測的方法。網貼也感激ABC的兩小時熱心的奉獻製作，電視黃金時段讓給這個議題，接著有人又問何時本節目會再重播，有無DVD版，或則有無網路線上版。